# Nervio espinal cervical 8
 El nervio espinal cervical 8 (C8) es un nervio espinal del segmento cervical .
Se origina en la columna vertebral por debajo de la vértebra cervical 7 (C7). 

## Inervación
El nervio C8 forma parte de los nervios radial y cubital a través del plexo braquial y, por lo tanto, tiene una función motora y sensorial en el miembro superior .   

### Sensorial
El nervio C8 recibe aferentes sensoriales del dermatoma C8. Este consiste en toda la piel del dedo meñique y continúa hacia arriba un poco más allá de la muñeca en los aspectos palmar y dorsal de la mano y el antebrazo. Clínicamente se utiliza a menudo una prueba de la almohadilla del dedo meñique para evaluar el funcionamiento del C8.

### Motora
El nervio C8 contribuye a la inervación motora de muchos de los músculos del tronco y de la extremidad superior. Su función principal es la flexión de los dedos, y esto se utiliza como prueba clínica para comprobar el funcionamiento del C8, junto con el reflejo de la sacudida de los dedos
Los músculos que reciben inervación de C8, los músculos en cursiva solo tienen una contribución menor del C8: 
- Pectoral mayor : nervios pectorales medial y lateral ( C5, C6, C7, C8, T1 )
- Pectoral menor : nervio pectoral medial ( C5, C6, C7, C8, T1 )
- Músculo dorsal ancho- Nervio toracodorsal ( C6, C7, C8)

#### Parte superior del brazo
- Tríceps braquial : nervio radial ( C6, C7, C8)

#### Antebrazo
- Músculo flexor cubital del carpo : nervio cubital ( C7, C8, T1 )
- Palmar largo - Nervio mediano ( C7, C8)
- Flexor común superficial de los dedos de la mano - Nervio mediano (C8, T1 )
- Flexor común profundo de los dedos de la mano: nervios mediano y cubital (C8, T1 )
- Flexor largo del pulgar: nervio mediano ( C7, C8)
- Pronador cuadrado - nervio mediano ( C7, C8)
- Extensor radial corto del carpo: rama profunda del nervio radial ( C7, C8)
- Extensor común de los dedos: nervio interóseo posterior ( C7, C8)
- Extensor propio del meñique- nervio interóseo posterior ( C7, C8)
- Extensor cubital del carpo : nervio interóseo posterior ( C7, C8)
- Ancóneo : nervio radial ( C6, C7, C8)
- Abductor largo del pulgar : nervio interóseo posterior ( C7, C8)
- Extensor corto del pulgar : nervio interóseo posterior ( C7, C8)
- Extensor largo del pulgar : nervio interóseo posterior ( C7, C8)
- Extensor del índice : nervio interóseo posterior ( C7, C8)

#### Mano
- Palmar corto: rama superficial del nervio cubital (C8, T1 )
- Interóseos dorsales: rama profunda del nervio cubital (C8, T1 )
- Interóseos palmares: rama profunda del nervio cubital (C8, T1 )
- Aductor del pulgar: rama profunda del nervio cubital (C8, T1 )
- Lumbricales: rama profunda del nervio cubital, ramas digitales del nervio mediano
- Oponente del pulgar: rama recurrente del nervio mediano (C8, T1 )
- Abductor corto del pulgar: rama recurrente del nervio mediano (C8, T1 )
- Flexor corto del pulgar: rama recurrente del nervio mediano (C8, T1 )
- Oponente propio del meñique: Rama profunda del nervio cubital (C8, T1 )
- Abductor propio del meñique: Rama profunda del nervio cubital (C8, T1 )
- Flexor corto propio del meñique: rama profunda del nervio cubital (C8, T1 )

## Imágenes adicionales
- Nervio espinal cervical 8